# Rudolf Vejtruba
Rudolf Vejtruba (* 27. März 1883 in Prag; † 5. Mai 1954) war ein österreichischer Radrennfahrer.

## Sportliche Laufbahn
Vejtruba war im Bahnradsport aktiv. Bei den Bahnradsport-Weltmeisterschaften 1901 in Berlin gewann er beim Sieg von Émile Maitrot die Silbermedaille im Sprint der Amateure. Über sein weiteres Leben und sportlichen Erfolg ist nichts bekannt.